# 1953
| 1953                                                                     |
| ------------------------------------------------------------------------ |
| Dødsfald - Fødsler                                                       |
| • Begivenheder • Film • Litteratur • Musik • Politik • Sport • Videnskab |

| Gregoriansk kalender | 1953 MCMLIII            |
| Ab urbe condita      | 2706                    |
| Armensk kalender     | 1402 ԹՎ ՌՆԲ             |
| Kinesiske kalender   | 4649 – 4650 壬辰 – 癸巳 |
| Etiopisk kalender    | 1945 – 1946             |
| Jødisk kalender      | 5713 – 5714             |
| Hindukalendere       |                         |
| - Vikram Samvat      | 2008 – 2009             |
| - Shaka Samvat       | 1875 – 1876             |
| - Kali Yuga          | 5054 – 5055             |
| Iransk kalender      | 1331 – 1332             |
| Islamisk kalender    | 1373 – 1374             |

Konge i Danmark: Frederik 9. 1947-1972
Se også 1953 (tal)

## Begivenheder

### Januar
- 7. januar - Den amerikanske præsident Harry S. Truman offentliggør, at USA har udviklet en brintbombe.
- 13. januar - En artikel i den sovjetiske statsavis Pravda hævder, at der består et Lægekomplot med deltagelse af adskillige af de mest fremtrædende læger i Sovjetunionen, primært jøder, der har til formål at forgifte landets fremtrædende politikere og militærfolk.
- 14. januar - Josip Broz Tito udpeges til præsident for Den Socialistiske Føderale Republik Jugoslavien.
- 15. januar - DDR's udenrigsminister Georg Dertinger bliver som led i udrensninger i DDR arresteret af sikkerhedstjenesten Stasi under anklager om "statsfjendtlig virksomhed" og bliver senere under en skueproces idømt 15 års fængsel
- 15. januar - bremserne svigter på et tog og det brager ind i Union Station. Ved et mirakel omkommer ingen - 43 kommer dog til skade
- 16. januar – Aalborghallen ved Vesterbro i Aalborg bliver indviet.
- 20. januar - Dwight D. Eisenhower indsættes som den 34. præsident for USA.
- 24. januar - DDR's leder Walter Ulbricht meddeler, at landbruget i DDR nationaliseres og kollektiviseres.
- 27. januar – Brændselsrationeringen i Danmark blev ophævet.
- 31. januar/1. februar - Ved Stormfloden i Nordsøen omkommer mere end 2.000 mennesker primært i Nederlandene (Zeeland)

### Februar
- 1. februar - et danske landsting afskaffes

### Marts
- 1. marts - Sovjetunionens leder Josef Stalin får et slagtilfælde, der efterlader ham lammet og bevidstløs, indtil han afgår ved døden den 5. marts.
- 6. marts - Georgij Malenkov efterfølger afdøde Josef Stalin som formand for Sovjetunionens ministerråd og som Førstesekretær for Sovjetunionens kommunistiske parti.
- 14. marts – Nikita Khrusjtjov udpeges til Generalsekretær Sovjetunionens kommunistiske parti
- 26. marts - den amerikanske læge Jonas E. Salk udvikler en effektiv polio-vaccination
- 27. marts - Frederik IX underskriver Tronfølgeloven. Den træder i kraft i forbindelse med ikrafttræden af den nye danske grundlov den 5. juni 1953

### April
- 13. april - Ian Flemings første roman om James Bond, Casino Royale, udgives i Storbritannien
- 20. april - i USA tvinges medlemmer af kommunistpartiet til at lade sig registrere som "fremmede agenter"
- 21. april – Folketingsvalg i Danmark
- 24. april - Winston Churchill udnævnes til Knight of the Garter
- 25. april – Francis Crick og James Watson offentliggør artiklen "Molecular Structure of Nucleic Acids: A Structure for Deoxyribose Nucleic Acid" med en beskrivelse af den dobbeltstrengede struktur i DNA

### Maj
- 1. maj - Flyvestation Skrydstrup tages atter i brug, efter afslutningen på 2. Verdenskrig[1]
- 10. maj - Byen Chemnitz i DDR skifter navn til Karl Marx Stadt.
- 28. maj - Ved folkeafstemingen om en ny dansk grundlov og Tronfølgelov stemmer 45,8% af vælgerne for den af Folketinget vedtagne nye Grundlov, hvorved den nye grundlov og Tronfølgeloven kan træde i kraft.
- 29. maj – Tenzing Norgay og Edmund Hillary når som de første toppen af Mount Everest

### Juni
- 2. juni - Elizabeth 2. krones til Dronning af Storbritannien i Westminster Abbey
- 2. juni - Guglielmo Marconi ansøger om patent på sin opfindelse af en trådløs telegraf - senere kaldet "radio"
- 5. juni – Kong Frederik IX underskriver den nye danske grundlov, der således træder i kraft.
- 10. juni - den sovjetiske statsavis Pravda meddeler, at Lavrentij Berija er blevet afsat som chef for KGB (NKVDs afløser). Han arresteres senere og henrettes den 23. december 1953.
- 17. juni – demonstrationer og strejker i Østberlin og flere andre steder udvikler sig til en folkeopstand i hele DDR. Opstanden bliver slået ned af sovjetiske besættelsestropper
- 18. juni - Egypten udråbes til republik. General Naguib bliver præsident
- 19. juni - ægteparret Julius og Ethel Rosenberg henrettes i den elektriske stol i USA for spionage og landsforræderi
- 26. juni - chefen for Sovjetunionens efterretningstjeneste KGB Lavrentij Berija arresteres. Han henrettes den 23. december 1953

### Juli
- 26. juli - Fidel Castro leder et mislykket angreb på en militærforlægning og starter derved den cubanske revolution
- 27. juli - Nordkorea og Sydkorea underskriver en våbenhvileaftale, der bringer kamphandlingerne under Koreakrigen til ophør

### August
- 5. august - "Operation Big Switch", der er en udveksling af krigsfanger mellem FN-kommandoen og Kina og Nordkorea, indledes ved Panmunjom, Korea
- 8. august - Sovjetunionens premierminister Georgij Malenkov offentliggør at Sovjetunionen har udviklet en brintbombe
- 12. august - Sovjetunionen foretager i Kasakhiske SSR sin første prøvesprængning af en brintbombe
- 19. august - med hjælp af CIA fjernes Mohammed Mossadegh fra magten i Iran, og shah Mohammad Reza Pahlavi genindsættes som landets leder

### September
- 6. september - Ved Forbundsdagsvalget i Vesttyskland opnår CDU/CSU stor fremgang og Konrad Adenauer kan fortsætte som kansler.
- 7. september – Nikita Khrusjtjov bliver formand for Centralkomiteen i Sovjetunionens kommunistiske parti.
- 22. september – Ved det første Folketingsvalg i Danmark under den nye grundlov fra 5. juni 1953 opnår Socialdemokratiet fremgang
- 25. september - 1.300 bliver dræbt af en cyklon, der rammer Vietnam og Japan
- 26. september - sukkerrationering i England afsluttes
- 30. september - Regeringen Hans Hedtoft II (S) tiltræder og afløser Regeringen Erik Eriksen (Venstre/Konservative

### Oktober
- 16. oktober - hospitalsskibet Jutlandia vender tilbage efter sit 3. og sidste togt i Koreakrigen
- 22. oktober - Laos opnår uafhængighed af Frankrig

### December
- 1. december - Hugh Hefner udgiver den første udgave af magasinet Playboy med en nøgen Marilyn Monroe som fold-ud pige
- 5. december - Danmark sætter varmerekord i december med 14,5 °C målt i Nordby på Fanø
- 23. december - Sovjetunionen henrettes indenrigsminister Berija sammen med seks andre i magtkampen i efter Stalins død
- 24. december - ved Tangiwai-ulykken i New Zealand omkommer 151 passagerer i et tog, der forulykker på en bro, der minutter forinden var blevet skadet af en lahar

## Født

### Januar
- 1. januar - Gary Johnson, amerikansk politiker.
- 5. januar – Pamela Sue Martin, amerikansk skuespillerinde.
- 6. januar - Malcolm Young, australsk guitarist i bandet AC/DC
- 14. januar – Ann Mariager, dansk journalist og forfatter.
- 17. januar - Niels Ahlmann-Ohlsen, dansk politiker.
- 18. januar – Brett Hudson, amerikansk musiker.
- 20. januar – Jeffrey Epstein, amerikansk finansmand og sexforbryder (død 2019).
- 21. januar – Paul Allen, amerikansk forretningsmand (død 2018).
- 22. januar – Jim Jarmusch, amerikansk filminstruktør.
- 26. januar – Anders Fogh Rasmussen, dansk statsminister (Venstre).

### Februar
- 9. februar - Ciarán Hinds, irsk skuespiller.
- 11. februar - Jeb Bush, amerikansk politiker.
- 17. februar - Becky Ann Baker, amerikansk skuespillerinde.
- 25. februar - José María Aznar, spansk politiker.
- 26. februar - Michael Bolton, amerikansk sanger.
- 27. februar - Ian Khama, tidligere præsident af Botswana.

### Marts
- 14. marts - Lars Lilholt, dansk sanger, sangskriver og komponist.
- 14. marts – Preben Kristensen, dansk skuespiller.
- 19. marts – Johan Reimann, dansk politidirektør.
- 29. marts - Jørgen Emborg, dansk jazzmusiker.

### Maj
- 5. maj – Lene Køppen, dansk badmintonspiller.
- 6. maj – Tony Blair, britisk premierminister.
- 15. maj – Mike Oldfield, engelsk musiker.
- 16. maj – Pierce Brosnan, irsk skuespiller.
- 24. maj – Kit Eichler, dansk skuespillerinde.
- 24. maj – Alfred Molina, engelsk skuespiller.
- 29. maj – Danny Elfman, amerikansk musiker og filmkomponist.
- 30. maj – Colm Meaney, irsk skuespiller.
- 31. maj – Louise Frevert, dansk folketingsmedlem for Dansk Folkeparti, siden for Centrum Demokraterne.

### Juni
- 9. juni – Kirsten Norholt, dansk skuespillerinde.
- 13. juni – Tim Allen, amerikansk skuespiller.
- 14. juni – Steffen Brandt, dansk sanger.
- 15. juni – Xi Jinping, kinesisk præsident.
- 17. juni – Pernille Kløvedal Nørgaard, dansk skuespillerinde.
- 18. juni – Birgitte Bruun, dansk skuespillerinde.

### Juli
- 11. juli - Leon Spinks, amerikansk bokser (død 2021).
- 22. juli - Birgitte Ahring, dansk biolog og forsker.
- 30. juli – Anne Linnet, dansk sangerinde.

### August
- 1. august – Anders Høiris, dansk erhvervsmand og tidligere kommunalpolitiker.
- 4. august – Antonio Tajani, italiensk politiker.
- 9. august – Jean Tirole, fransk økonom og professor.
- 14. august – James Horner, amerikansk komponist (død 2015).

### September
- 10. september – Michael Schønwandt, dansk musikchef og chefdirigent.
- 11. september – Lars H.U.G., dansk sanger og komponist.
- 22. september – Ségolène Royal, fransk politiker.

### Oktober
- 1. oktober – Grete Waitz, norsk maratonløber (død 2011).
- 9. oktober – Tony Shalhoub, amerikansk skuespiller.
- 11. oktober – David Morse, amerikansk skuespiller.
- 27. oktober – Peter Firth, engelsk skuespiller.

### November
- 13. November – Andrés Manuel López Obrador, mexicansk præsident.

### December
- 8. december – Kim Basinger, amerikansk skuespillerinde.
- 9. december – John Malkovich, amerikansk skuespiller.
- 14. december – Vijay Amritraj, indisk tennisspiller.
- 17. december – Bill Pullman, amerikansk skuespiller.

## Dødsfald

### Januar
- 1. januar – Hank Williams, amerikansk sanger og guitarist (født 1923).
- 17. januar – H.P. Hansen, dansk finansminister. (født 1872).
- 24. januar – Agnes Schmitto, dansk dyreværnsforkæmper (født 1875).

### Februar
- 5. februar – Iuliu Maniu, rumænsk politiker (født 1873).
- 7. februar – Mogens Lorentzen, dansk forfatter, maler og illustrator (født 1892).
- 10. februar - Axel Nygaard, dansk tegner (født 1877).
- 14. februar – Carl Harald Brummer, dansk arkitekt (født 1864).
- 15. februar – Karen Poulsen, dansk skuespiller (født 1881).
- 16. februar – Anton Berntsen, dansk forfatter (født 1873).
- 22. februar – Arnold Busck, dansk boghandler og forlægger (født 1871).

### Marts
- 5. marts – Josef Stalin, Sovjetunionens kommunistiske diktator (født 1878).
- 7. marts - Max Rée, dansk scenograf og kostumedesigner (født 1889).

### April
- 1. april – Kristian Sindballe, dansk politiker og minister (født 1884).
- 3. april – Vilhelm Andersen, dansk forfatter og litteraturhistoriker (født 1864).

### Maj
- 7. maj – Aage Rafn, dansk arkitekt (født 1890).
- 15. maj – Chet Miller, amerikansk racerkører (født 1902).
- 16. maj - Django Reinhardt, belgisk jazzguitarist (født 1910).
- 30. maj - Dooley Wilson, amerikansk skuespiller (født 1886).

### Juni
- 19. juni – Julius og Ethel Rosenberg, amerikanske spioner (født 1918 og 1915) - henrettet.
- 22. juni – Ferdinand Salling, dansk købmand (født 1880).

### Juli
- 18. juli – Sigfred Johansen, dansk skuespiller (født 1908).

### August
- 1. august – Johannes Hansen, dansk politiker og minister (født 1881).
- 7. august – Carl Fischer, dansk skuespiller (født 1876).
- 15. august - Ludwig Prandtl, tysk fysiker (født 1875).

### September
- 1. september - Tage Klint, dansk fabrikant og designer (født 1884).
- 13. september – Gustav Rasmussen, dansk udenrigsminister (født 1895).
- 18. september – Charles de Tornaco, belgisk racerkører (født 1927).
- 28. september – Edwin Hubble, amerikansk astronom (født 1889).
- 29. september – Ernst Reuter, tysk politiker og borgmester (født 1889).

### Oktober
- 12. oktober – Hjalmar Hammarskjöld, svensk politiker, Sveriges statsminister 1914–1917 (født 1862).
- 24. oktober – Knud Ove Hilkier, dansk maler (født 1884).
- 30. oktober – Emmerich Kálmán, ungarsk/østrigsk komponist (født 1882).

### November
- 9. november – Dylan Thomas, walisisk forfatter (født 1914).
- 19. november – Ejnar Howalt, dansk forfatter (født 1891).
- 25. november – Anna Bloch, dansk skuespiller og forfatter (født 1868).
- 27. november – Emil Bønnelycke, dansk forfatter (født 1893).
- 27. november – Eugene O'Neill, amerikansk forfatter og nobelprismodtager (født 1888).

### December
- 19. december – Robert Andrews Millikan, amerikansk fysiker og nobelprismodtager (født 1868).

## Nobelprisen
- Fysik – Fritz Zernike
- Kemi – Hermann Staudinger
- Medicin – Hans Adolf Krebs, Fritz Albert Lipmann
- Litteratur – Sir Winston Leonard Spencer Churchill
- Fred – George Catlett Marshall (USA) for Marshallplanen.

## Sport
- Ryder Cup, golf – USA 6½-Storbritannien 5½

## Musik
- Perry Como: Don't Let the Stars Get inYour Eyes
- Dean Martin: That's Amore
- Frankie Laine: I Believe
- Nat King Cole: Pretend
- Tony Bennett: Stranger In Paradise
- Bill Haley & His Comets: Crazy, Man, Crazy
- 26. juli - 18. juli – Elvis Presley indspiller sin første gramofonplade (sangene "My Happiness" og "That´s When Your Heartaches Begin") som en gave til sin mor

## Film
- Far til Fire
- Prinsessen holder fridag
- Sommeren med Monika
- Gentlemen foretrækker blondiner
- Shane
- Hondo
- Mogambo
- Klodernes Kamp

## Bøger
- Broen over floden Kwai – Pierre Boulle
- Junky – William S. Burroughs